# Orthonama bothnica
Orthonama bothnica là một loài bướm đêm trong họ Geometridae.